# Демченко, Александр Иванович
Алекса́ндр Ива́нович Де́мченко (р. 1943, Москва) — советский и российский музыковед.

## Биография
Александр Демченко родился в 1943 году в Москве.
После окончания дирижёрско-хорового отделения Псковского музыкального училища поступил в Белорусскую государственную консерваторию по классу композиции. После второго курса прервал обучение и начал профессионально заниматься журналистикой и литературным трудом, сопровождая их многочисленными поездками по СССР. Обучение возобновил уже на музыковедческом отделении Саратовской государственной консерватории, после окончания которой поступил в аспирантуру Ленинградского института театра, музыки и кинематографии. Диссертацию на соискание учёной степени кандидата искусствоведения защищал под руководством Льва Раабена. После окончания в 1974 году Саратовской консерватории остался в ней работать.
Обучался в докторантуре Московской государственной консерватории имени П. И. Чайковского; диссертацию на соискание учёной степени доктора искусствоведения защищал под руководством Елены Долинской.
Профессор Саратовской государственной консерватории имени Л. В. Собинова, профессор Саратовского государственного университета, профессор Саратовского государственного социально-экономического университета, профессор Оренбургского государственного института искусств имени Л. и М. Ростроповичей.
Председатель Объединённого докторского диссертационного совета при Саратовской консерватории, член диссертационного совета при Ростовской государственной консерватории имени С. В. Рахманинова.
Инициатор создания и член редакционной коллегии общероссийского журнала «Проблемы музыкальной науки».

## Участие в творческих и общественных организациях
- Член Союза композиторов СССР[1]
- Член Союза композиторов РФ[1]
- Член Союза журналистов СССР[1]
- Член Союза журналистов РФ[1]
- Действительный член (академик) Российской академии естествознания[1]
- Действительный член (академик) Европейской академии естествознания[1]

## Награды и звания
- Заслуженный деятель искусств Российской Федерации[1]
- Заслуженный деятель науки и образования[1]
- Лауреат Всесоюзного конкурса на лучшую музыковедческую работу (1974)[1]
- Знак Министерства культуры РФ «За достижения в культуре» (2001)[1]
- Лауреат Всероссийского конкурса на лучшее учебно-методическое пособие (2009)[1]
- Золотая медаль им. В. И. Вернадского за успехи в развитии отечественной науки (2009)[1]
- Почётное звание «Основатель научной школы»[1]

## Публикации

### Книги
| - Демченко А. И. Летопись эпохи в современном музыкальном искусстве. – Саратов, «Знание», 1979 - Демченко А. И. Отечественная музыка начала XX века. – Саратов, СГУ, 1990 - Демченко А. И. Концепционный анализ избранных произведений отечественной музыки начала XX века. – Саратов, Pan–Art, 1991 - Демченко А. И. У времени в плену. – Саратов, Приволжское книжное издательство, 1991 - Демченко А. И. Леонид Сметанников. – Саратов, Приволжское книжное издательство, 1994 - Демченко А. И. Пианист Лев Шугом. – Саратов, Приволжское книжное издатель-ство,1996 - Демченко А. И. Два пути музыкального исполнительства. Мария Юдина, Эмиль Гилельс. – Саратов, Pan–Art, 1998 - Демченко А. И. Голос души мира (Искусство Ф.И. Шаляпина). – Саратов, Pan–Art, 1998 - Демченко А. И. «Что не подвластно мне?..» (Муза Александра Пушкина). – Сара-тов, Pan–Art, 1999 - Демченко А. И. Балет И.Стравинского «Весна священная». – М., Композитор, 2000 - Демченко А. И. Эра Средневековья: из тьмы к свету. – Петербург, Пальмира, 2000 - Демченко А. И. Концепционный метод музыкально-исторического анализа. – Саратов, Pan–Art, 2001 - Демченко А. И. «Музыка над Волгой». – Саратов, Приволжское книжное издательство, 2001 - Демченко А. И. Юрий Массин Саратов, Приволжское книжное издательство, 2001 - Демченко А. И. Музыкальная культура Саратова. – Саратов, Приволжское книжное издательство, 2001 - Демченко А. И. Полёт и музыка души. – Саратов, Приволжское книжное издательство, 2002 - Демченко А. И. Введение в музыкознание. – Саратов, Pan–Art, 2002 - Демченко А. И. Музыкознание Древнего мира и Античности.– Саратов, Pan–Art, 2002 - Демченко А. И. Музыкознание Средневековья. – Саратов, Pan–Art, 2002 - Демченко А. И. Музыкознание эпохи Возрождения. – Саратов, Pan–Art, 2002 - Демченко А. И. Музыкознание эпохи Барокко. – Саратов, Pan–Art, 2002 - Демченко А. И. Музыкознание второй половины XVIII века.– Саратов, Pan–Art, 2002 - Демченко А. И. Музыкознание первой половины XIX века. – Саратов, Pan–Art, 2002 - Демченко А. И. Музыкознание второй половины XIX века. – Саратов, Pan–Art, 2002 - Демченко А. И. Музыкознание рубежа и начала XX века. – Саратов, Pan–Art, 2002 - Демченко А. И. Музыкознание первой половины XX века. – Саратов, Pan–Art, 2002 - Демченко А. И. Музыкознание второй половины XX века. – Саратов, Pan–Art, 2002 - Демченко А. И. Барокко. – Тамбов, ТГМПИ, 2002 - Демченко А. И. Базисные эстетические постулаты эпохи Возрождения. – Новосибирск, Сибирь, 2002 - Демченко А. И. Саратовские пианисты. – Саратов, СГК, 2002 - Демченко А. И. Романтизм. – Тамбов, ТГМПИ, 2002 - Демченко А. И. Искусство С.Я.Лемешева . Тверь, Верхневолжское издатель-ство,2002 - Демченко А. И. Соискателю учёной степени. – Саратов, Pan–Art, 2003 - Демченко А. И. К вершинам искусства. – Саратов, Pan–Art, 2003 - Демченко А. И. Избранные статьи о музыке. Вып.1. – Саратов, 2003 - Демченко А. И. Портреты выдающихся мастеров музыкального исполнительства М., Композитор, 2003 - Демченко А. И. Творчество Р.К.Щедрина. – Саратов, СГК, 2004 - Демченко А. И. Русские певцы. – Саратов, Pan–Art, 2004 - Демченко А. И. Творчество М.И.Глинки. – Саратов, СГК, 2004 - Демченко А. И. Избранные статьи. Вып.2. – Саратов, СГК, 2004 - Демченко А. И. Творчество А.Г.Шнитке. – Саратов, СГК, 2004 - Демченко А. И. Модерн I. Начало XX века. (1890–1920-е гг.). – Саратов, Pan–Art, 2005 - Демченко А. И. Модерн II. Середина XX века (1930–1950-е гг.). – Саратов, Pan–Art, 2005 - Демченко А. И. Модерн III. Вторая половина XX века (1960–1980-е гг.). – Pan–Art, Саратов, 2005 - Демченко А. И. XX век. – Саратов, Pan–Art, 2005 - Демченко А. И. Лион Фейхтвангер. – Спб., Пальмира, 2005 - Демченко А. И. Этюды о Пушкине Спб., Пальмира, 2005 - Демченко А. И. Творчество Е.В.Гохман. – Саратов, СГК, 2005 - Демченко А. И. Избранные статьи. Вып.4. – Саратов, СГК, 2005 - Демченко А. И. Идея космизма в художественной культуре XX века. – Саратов, Pan–Art, 2005 - Демченко А. И. Елена Гохман. – Саратов, Pan–Art, 2005 - Демченко А. И. Пианист Анатолий Скрипай. – Саратов, СГК, 2005 - Демченко А. И. Творчество Е.В.Гохман. – Саратов, СГК, 2005 - Демченко А. И. Картина мира в музыкальном искусстве России начала XX века. – М., Композитор, 2005 - Демченко А. И. Соискателю учёной степени кандидата искусствоведения. – Сара-тов, 2006 - Демченко А. И. Древний мир. – Саратов, Научная книга 2006 - Демченко А. И. Античность. – Саратов, Научная книга 2006 - Демченко А. И. Средневековье. – Саратов, Научная книга 2006 - Демченко А. И. Возрождение. – Саратов, Научная книга 2006 - Демченко А. И. Барокко. – Саратов, Научная книга 2006 - Демченко А. И. Просвещение. – Саратов, Научная книга 2006 - Демченко А. И. Романтизм. – Саратов, Научная книга 2006 - Демченко А. И. Постромантизм. – Саратов, Научная книга 2006 - Демченко А. И. Модерн I. – Саратов, Научная книга 2006 - Демченко А. И. Модерн II. – Саратов, Научная книга 2006 - Демченко А. И. Модерн III. – Саратов, Научная книга 2006 - Демченко А. И. Постмодерн. – Саратов, Научная книга, 2006 - Демченко А. И. Мировая художественная культура. – Саратов, Научная книга, 2006 - Демченко А. И. Два столетия музыкальной культуры Саратова Саратов, Приволжское книжное издательство, 2006 - Демченко А. И. Искусство Сергея Лемешева. – Саратов, Научная книга, 2007 - Демченко А. И. Этапы эволюции современной музыки. – Саратов, Научная книга, 2007 - Демченко А. И. Творчество Й.Гайдна. – Саратов, СГК, 2007 - Демченко А. И. Ж.Л.Давид. – Саратов, Pan–Art, 2007 - Демченко А. И. А.К.Толстой. – СПб., Пальмира, 2007 - Демченко А. И. Соискателю учёной степени кандидата искусствоведения. – Саратов, Научная книга, 2007 - Демченко А. И. О.Энгр. – Саратов, Pan–Art, 2007 - Демченко А. И. Странствующие актёры Средневековья. – Саратов, Научная книга, 2007 - Демченко А. И. «Золотой век» русской художественной культуры. – Саратов, Научная книга, 2008 - Демченко А. И. Коллаж и полистилистика. – Саратов, Pan–Art, 2008 - Демченко А. И. «Русский путь» и «русская идея» в творчестве Рахманинова. – Саратов, Научная книга, 2008 - Демченко А. И. Хуан Рамон Хименес и испанская поэзия XX века. – СПб., Пальмира, 2008 - Демченко А. И. Творчество Стравинского. – Саратов, СГК, 2008 - Демченко А. И. Творчество Рахманинова. – Саратов, СГК, 2008 - Демченко А. И. Ранний русский музыкальный авангард. – Саратов, Научная книга, 2008 - Демченко А. И. Статьи о музыке. – М., Композитор, 2008 - Демченко А. И. Искусство Леонида Сметанникова. – М., Композитор, 2008 - Демченко А. И. Мифологемы Древнего мира. – СПб, Пальмира, 2008 - Демченко А. И. Гёте и музыка. – Саратов, СГК, 2009 - Демченко А. И. А.С. Пушкин и музыка.– Саратов, СГК, 2009 - Демченко А. И. А.К. Толстой и музыка. – Саратов, СГК, 2009 - Демченко А. И. Гений из Энгельса. – Саратов, Белый город, 2009 - Демченко А. И. Творчество Шнитке. – Саратов, СГК, 2009 - Демченко А. И. Позднее творчество Альфреда Шнитке. – Саратов, Научная книга, 2009 - Демченко А. И. Антитезы эпохи Барокко. – СПб, Пальмира, 2009 - Демченко А. И. Альфред Шнитке. Контексты и концепты М., Композитор, 2009 - Демченко А. И. Конструктивизм в музыкальном искусстве. – Саратов, СГК, 2009 - Демченко А. И. Мировая художественная культура как системное целое. – М., Высшая школа, 2010 - Демченко А. И. Соискателю учёной степени кандидата (доктора) искусствоведения М., Композитор, 2010 - Демченко А. И. Русские певцы. – Саратов, СГК, 2010. - Демченко А. И. Райнер Мария Рильке. – СПб., Пальмира, 2010 - Демченко А. И. Начало русской литературы. – Липецк, Рассвет, 2010 - Демченко А. И. Иван Андреевич Крылов. – Тверь, Волга, 2010 - Демченко А. И. Концепционный метод музыкально-исторического анализа. – М., Композитор, 2010 - Демченко А. И. Избранные страницы творчества Елены Гохман. – Саратов, Аквариус, 2010 - Демченко А. И. Эстетика и антиэстетика тоталитаризма. – СПб., Пальмира, 2011 - Демченко А. И. От Эзопа до Крылова. – Тверь, Волга, 2011 - Демченко А. И. Салтыков-Щедрин: «Люблю Россию до боли…» Тверь, Волга, 2011 - Демченко А. И. Сокровищница искусства Твери. – Тверь, Волга, 2011 - Демченко А. И. Валентин Серов: Петербург–Домотканово. – Тверь, Волга, 2011 - Демченко А. И. Творчество И.Ф.Стравинского. – Саратов, СГК, 2011 - Демченко А. И. Творчество С.В.Рахманинова. – Саратов, СГК, 2011 - Демченко А. И. «Серебряный век» русской художественной культуры. – Саратов, СГК,2011 - Демченко А. И. Сокровищница искусства Ярославля. – Ярославль, Ярославия, 2011 - Демченко А. И. Сокровищница искусства Костромы. – Кострома, Обитель, 2011 - Демченко А. И. Сокровищница искусства Иванова. – Иваново, Доброхот, 2011 - Демченко А. И. Сокровищница искусства Нижнего Новгорода. – Нижний Новгород, Арзамас, 2012 - Демченко А. И. Врубель и его время Петербург, СПб., Пальмира, 2012 - Демченко А. И. Рембрандт и его время Петербург, СПб., Пальмира, 2012 - Демченко А. И. Космогония авангарда, Саратов, Аквариус, 2012 - Демченко А. И. Музыка XX века. – Саратов, СГК, 2012 - Демченко А. И. Творчество Р. К. Щедрина. – Саратов, СГК, 2012 - Демченко А. И. Сокровищница искусства Ульяновска. – Ульяновск, Приволье, 2012 - Демченко А. И. Сокровищница искусства Самары. – Самара, Жигули, 2012 - Демченко А. И. Саратовская консерватория (1912–2012) Саратов, СГК, 2012 - Демченко А. И. Классический реализм Постромантизма. – СПб., Пальмира, 2012 - Демченко А. И. Маньеризм и рококо как ипостаси стиля барокко. Новосибирск, Сибирь, 2012 - Демченко А. И. Сокровищница искусства Волгограда. – Волгоград, Степь, 2012 - Демченко А. И. Сокровищница искусства Астрахани. – Астрахань, Дельта, 2012 - Демченко А. И. Два солнца мировой литературы. М., Студент, 2012 - Демченко А. И. Аналогии и параллели. Саратов, 2013 - Демченко А. И. Сергей Рахманинов. Звёзды и тернии «русского пути». – Тамбов, 2013 - Демченко А. И. Мир музыкальной культуры. Саратов, 2013 - Демченко А. И. Сводная редакция евангелий Матфея, Марка, Луки и Иоанна. Саратов, 2013 - Демченко А. И. Немеркнущие идеалы Античности – Пенза, Свет, 2013 - Демченко А. И. «Золотой фонд» столицы Поволжья. – Саратов, Добродея, 2015 - Демченко А. И. Коллаж и полистилистика: от экспериментов авангарда в общехудожественное пространство (монография). – Саратов, СГК, 2015 - Демченко А. И. Коллаж и полистилистика (учебное пособие). – Саратов, СГК, 2015 - Демченко А. И. За линией горизонта. – Саратов, СГК, 2015 - Демченко А. И. Вехи. События. Лица (Искусство Саратова). – Саратов, Добродея, 2015 - Демченко А. И. Творчество Г.В.Свиридова. – Саратов, СГК, 2015 - Демченко А. И. Творчество А.И.Хачатуряна. – Саратов, СГК, 2015 - Демченко А. И. Con tempo. Композитор Елена Гохман М., Композитор, 2016 - Демченко А. И. Творчество С.С.Прокофьева. – Саратов, СГК, 2016 - Демченко А. И. Творчество А.Г.Шнитке. – Саратов, СГК, 2016 - Демченко А. И. Творчество М.И.Глинки. – Саратов, СГК, 2016 - Демченко А. И. Азбука музыкального искусства. – Саратов, СГК, 2017 - Демченко А. И. Два гения с берегов Волги. – Саратов, СГК, 2017 - Демченко А. И. Иллюзии и аллюзии. Мифопоэтика музыки о Революции М., Композитор, 2017 - Демченко А. И. Избранные статьи. Вып.3. – Саратов, СГК, 2017 - Демченко А. И. Классики отечественной музыки. Михаил Иванович Глинка. – М., Музыка, 2017 - Демченко А. И. Очерки музыкального искусства. Барокко. – Саратов, СГК, 2017 - Демченко А. И. Освободительная эпопея в зеркале музыкального искусства России. – Саарбрюккен, Lambert Academic Publishing, 2017 - Демченко А. И. «…Тяжкий путь познания». Лион Фейхтвангер. – Тамбов, ТГМПИ, 2017 |

### Статьи
| - Демченко А. И. Альфред Шнитке — гений из Энгельса // Практический журнал для учителя. 2013, № 7 - Демченко А. И. В ситуации разлома эпох // Искусство и искусствоведение. — Кемерово, 2013 - Демченко А. И. Веяния Постмодерна в музыке российской провинции // Проблемы современной музыки. — Пермь, 2013 - Демченко А. И. Драма стильных страстей // Искусство и искусствоведение. — Кемерово, 2013 - Демченко А. И. Знаки и знамения инобытия в музыкальном искусстве // Музыкальная семиотика. — Астрахань, 2013 - Демченко А. И. «Итак, звалась она Татьяной…» // Музыкальная академия. 2013, № 2 - Демченко А. И. Контексты, подтексты и «посттексты» творчества М. И. Глинки // Аналогии и параллели. — Саратов, 2013 - Демченко А. И. Мир личности в творчестве Альфреда Шнитке // Альфреду Шнитке посвящается. Вып.9. — М., 2013 - Демченко А. И. Музыкальная космогония // Проблемы музыкальной науки. 2013, № 2 - Демченко А. И. Музыкально-теоретические постулаты Древнего мира и Античности // Проблемы художественного творчества. — Саратов, 2013 - Демченко А. И. На волне высокого жизненного подъёма // Искусство и искусствоведение. — Кемерово, 2013 - Демченко А. И. На переломе времён // Музыка в современном мире. — Тамбов, 2013 - Демченко А. И. О значении народного компонента в академическом образовании (статья) // Восток и Запад. — Астрахань, 2013 - Демченко А. И. О значении народного компонента в академическом образовании (тезисы) // Восток и Запад. — Астрахань, 2013 - Демченко А. И. О значении народного компонента в академическом образовании // Восток и Запад: этническая идентичность. — Астрахань, 2013 - Демченко А. И. Пейзажные мотивы в творчестве С. В. Рахманинова // Исторические науки и искусствоведение. — 2013 - Демченко А. И. Пианистическая плеяда // Фортепиано. — 2012, № 3-4 - Демченко А. И. Пианистические традиции Саратовского колледжа искусств // Культурное наследие Саратова. — Саратов, 2013 - Демченко А. И. Подводя итоги // Аналогии и параллели. — Саратов, 2013 - Демченко А. И. Позднее творчество С. В. Рахманинова // Проблемы музыкальной науки. 2013, № 1. - Демченко А. И. Постмодерн Елены Гохман // Современное музыкальное искусство. — Самара, 2013 - Демченко А. И. Рахманинов и «серебряный век» // Музыка и время. 2013, № 4 - Демченко А. И. Рахманинов и основные стилевые тенденции его времени // Искусствоведение в контексте других наук. — М., 2013 - Демченко А. И. Рахманинов — парабола эволюции // Личность и творчество Рахманинова. — Тамбов, 2012 - Демченко А. И. Региональная специфика деятельности художественного вуза // Оренбуржье музыкальное. — 2012, № 3 - Демченко А. И. Романтика Марии Юдиной // Аналогии и параллели. — Саратов, 2013 - Демченко А. И. Россия Рахманинова // Рахманинов и мировая культура. — Тамбов, 2013 - Демченко А. И. Сергей Васильевич Рахманинов: траектория творчества // Музыка в современном мире. — Тамбов, 2013 - Демченко А. И. Сергей Рахманинов. Звёзды и тернии «русского пути» // Тамбов, 2013 - Демченко А. И. Творчество Рахманинова 1910-х годов в контексте «модерна» и «авангарда» // Искусство и культура. — 2013, № 2 - Демченко А. И. У истоков XX века // Проблемы музыкальной науки. 2013, № 2 - Демченко А. И. Уроки выдающегося мастера // Исполнительская интерпретация. — Саратов, 2013 - Демченко А. И. Фундаментально о фундаментальном // Музыкальная академия. — 2012, № 4 - Демченко А. И. Христианские дискурсы музыки Альфреда Шнитке // Христианство и славянское культурное наследие. — Кемерово, 2013 - Демченко А. И. Художественное образование на путях интеграции // Культура, искусство и образование. — Оренбург, 2013 - Демченко А. И. Художественный вуз как центр культуры // Культурное наследие Саратова. — Саратов, 2013 |